# Ematurga illiaria
Ematurga illiaria là một loài bướm đêm trong họ Geometridae.